# Puchar Interkontynentalny kobiet w skokach narciarskich
Puchar Interkontynentalny kobiet w skokach narciarskich – zawody w skokach narciarskich organizowane przez Międzynarodową Federację Narciarską i Snowboardową (FIS). Cykl powstał w wyniku połączenia dwóch dotychczasowych rozgrywek - Pucharu Kontynentalnego kobiet oraz FIS Cupu kobiet. Pierwsza edycja z udziałem kobiet odbyła się w sezonie 2023/2024.
Zajęcie minimum 15. miejsca w konkursie daje możliwość wystartowania w zawodach wyższej rangi od Pucharu Interkontynentalnego, czyli w Pucharze Świata. Aby wyniki zawodów były zaliczane do klasyfikacji generalnej, muszą wystartować zawodniczki z co najmniej sześciu krajów.
Zasady są w większości takie same jak w zawodach wyższej rangi. Aby dana zawodniczka mogła wziąć udział w zawodach musi posiadać aktywny kod FIS (FIS Code).
Pierwsze w historii zawody Pucharu Interkontynentalnego kobiet odbyły się 9 grudnia 2023 roku w norweskim Lillehammer, na skoczni normalnej HS-98. W konkursie tym zwyciężyła Słowenka Tina Erzar.

## Zwyciężczynie
| Edycja | Sezon     | 1. miejsce    | 2. miejsce     | 3. miejsce     |
| ------ | --------- | ------------- | -------------- | -------------- |
| I      | 2023/2024 | Tina Erzar    | Hannah Wiegele | Kjersti Græsli |
| II     | 2024/2025 | Emely Torazza | Chiara Kreuzer | Alvine Holz    |